# Nils Holger Moormann
Nils Holger Moormann (* 23. Januar 1953 in Stuttgart) ist ein deutscher Möbeldesigner und Möbelhersteller, der eigene Entwürfe und die anderer Designer realisiert. 

## Werdegang

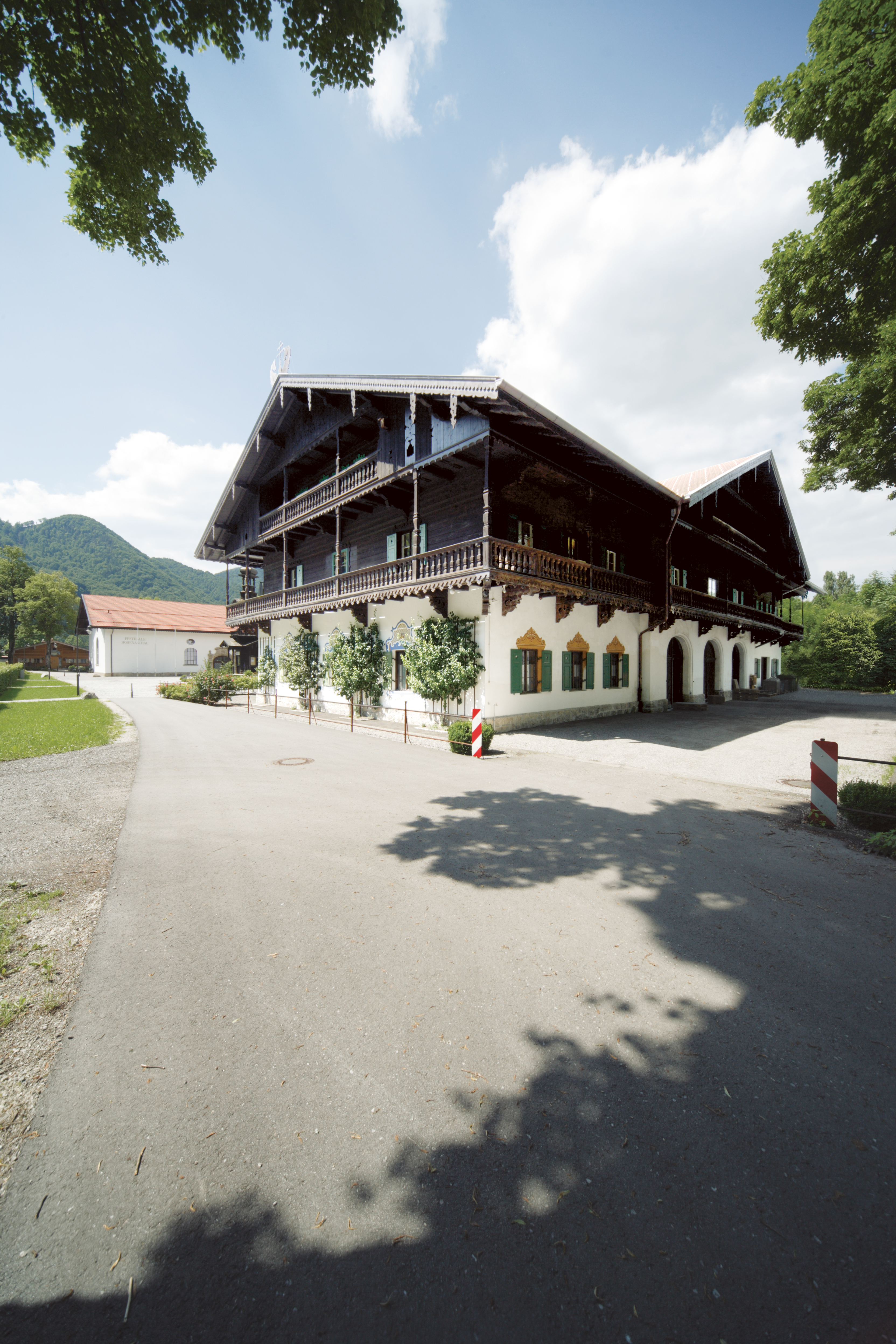
Firmensitz in Aschau

Moormann begann nach einem Jurastudium 1982 als Quereinsteiger, Möbel von Designern zu vertreiben. 1984 gründete er seine eigene Firma in Aschau im Chiemgau und feierte noch im ersten Jahr mit einem klappbaren Schuhschrank und dem „Gespannten Regal“ von Wolfgang Laubersheimer Erfolge.  
Nils Holger Moormann hat über 60 Designpreise für seine Produkte erhalten, die in wichtigen Museen Europas vertreten sind. Zudem entwickelt das Unternehmen Kunst- und Kulturprojekte.
Im Jahr 2020 übergab Moormann das Unternehmen und konzentriert sich auf den Entwurf von Konzepten und die Gestaltung von Produkten.

## Produkte anderer Designer
Das Regalsystem fnp von Axel Kufus, der Pressed Chair des Südtiroler Designers Harry Thaler und der Doktor I. von Münchner Architekten Peter Bonfig werden von dem Unternehmen produziert.

## Auszeichnungen

### Auszeichnungen für Firma und Lebenswerk (Auswahl)
- 2005: Deutscher Designer Club – Grand Prix für „Gute Gestaltung“
- 2014: Deutscher Werkbund
- 2015: German Design Award – Personality Preis

### Ausgezeichnete Produkte (Auswahl)
- 1999: Designpreis Schweiz, Anerkennung für herausragendes Design für Produkt „Es“
- 2003: Lucky Strike Junior Award für Produkt „Kant“
- 2010: if Design Award in Gold für Produkt „K1“
- 2011: if Product Design Award in Gold für Produkt „Egon“

### Auszeichnungen im Bereich Markenkommunikation (Auswahl)
- 1997: The Type Directors Club New York „Award for typographic excellence“ für Firmenbroschüre 1996
- 2002: Die schönsten deutschen Bücher, Stiftung Buchkunst, für Firmenbroschüre 2002
- 2009: ADC Wettbewerb, Nagel in Gold für Firmenbroschüre 2008
- 2010: Joseph Binder Award Gold für Firmenbroschüre 2010
- 2013: Red Dot Award, Winner Communication Award für Moormann Internetauftritt
- 2015: European Design Award, Gold für Moormann Werkbericht
- 2017: Das Jahr der Werbung, „Branchenbester“ für Firmenbroschüre 2016

### Auszeichnungen Gästehaus berge (Auswahl)
- 2010: Designpreis der Bundesrepublik Deutschland in Gold

## Museen
- Vitra Design Museum | Weil am Rhein, Deutschland
- Philadelphia Museum of Art | USA
- Pinakothek der Moderne – Neue Sammlung | München, Deutschland
- Kunsthistorisches Institut Florenz – Max-Planck-Institut | Italien
- The Art Institute of Chicago | USA
- Musee des Arts Décoratifs | Paris, Frankreich
- Design museum Gent – Departement Cultuur | Belgien
- Cooper-Hewitt Smithsonian Design Museum | New York, USA
- Museum für Kunst und Gewerbe Hamburg | Deutschland
- Centre National des Arts Plastique | Paris, Frankreich
- Kunstgewerbemuseum Berlin | Deutschland
- Museum für Gestaltung Zürich | Schweiz
- Museum für Konkrete Kunst | Ingolstadt, Deutschland
- Bard Graduate Center | New York, USA
- The Baltimore Museum of Art | USA
- Denver Art Museum | USA
- Indianapolis Museum of Art | USA
- Galerie der Stadt Wels, Medien Kultur Haus | Österreich
- KISS – Kunst im Schloss | Untergröningen, Deutschland
- Serpentine Sackler Gallery | London, England